# Night Songs
Night Songs ist das 1986 erschienene Debütalbum der US-amerikanischen Rockband Cinderella.

## Hintergrund
Cinderella hatten 1984 und 1985 zwei Demos aufgenommen und damit unter anderem die Aufmerksamkeit von Jon Bon Jovi erregt, der ihnen mithilfe von Derek Shulman (A&R-Manager bei Mercury Records) einen Plattenvertrag verschaffte. Nach Aussage des Produzenten, Andy Johns, war Jim Drnc, Cinderellas Schlagzeuger, nicht gut genug, sodass er für die Aufnahmen durch Jody Cortez ersetzt wurde, der das Album mit der Band einspielte. Drnc wurde noch vor Veröffentlichung des Albums durch Fred Coury, bis dahin Schlagzeuger bei Keel, ersetzt. Alle Songs der Platte schrieb Sänger und Gitarrist Tom Keifer.
Die Aufnahmen zum Album fanden in den Bearsville Studios (Bearsville), Kajem Studios (Gladwyn), Warehouse Studios, Sigma Studios (beide Philadelphia), und The Sound Factory (Los Angeles) statt, die Tonmischung erfolgte im Record Plant Studio in New York. Sie wurde ebenfalls von Andy Johns durchgeführt.
Als Gastmusiker wirkten neben Jon Bon Jovi, der den Hintergrundgesang zu den Titeln Nothin’ for Nothin’ und In From the Outside beisteuerte, Bill Mattson (Shake Me), Barry Bennedetta (Leadgitarre bei Nothin’ for Nothin’, Push Push und Back Home Again) sowie Jeff Paris (alle Keyboards) und Tony Mills (Hintergrundgesang) mit.
Als Singles wurden, zumindest in den USA, die Titel Nobody’s Fool, Shake Me (beide 1986) und Somebody Save Me (1987) ausgekoppelt.

## Titelliste
| Nr.          | Titel                                                                            | Autor(en)    | Länge |
| ------------ | -------------------------------------------------------------------------------- | ------------ | ----- |
| 1.           | Night Songs                                                                      | Tom Keifer   | 4:04  |
| 2.           | Shake Me                                                                         | Tom Keifer   | 3:44  |
| 3.           | Nobody’s Fool                                                                    | Tom Keifer   | 4:49  |
| 4.           | Nothin’ for Nothin’ (Backing Vocal: Jon Bon Jovi, Leadgitarre: Barry Bennedetta) | Tom Keifer   | 3:34  |
| 5.           | Once Around the Ride                                                             | Tom Keifer   | 3:23  |
| 6.           | Hell on Wheels                                                                   | Tom Keifer   | 2:49  |
| 7.           | Somebody Save Me                                                                 | Tom Keifer   | 3:16  |
| 8.           | In From the Outside (Backing Vocal: Jon Bon Jovi)                                | Tom Keifer   | 4:07  |
| 9.           | Push, Push (Leadgitarre: Barry Bennedetta)                                       | Tom Keifer   | 2:52  |
| 10.          | Back Home Again (Leadgitarre: Barry Bennedetta)                                  | Tom Keifer   | 3:30  |
| Gesamtlänge: | Gesamtlänge:                                                                     | Gesamtlänge: | 36:12 |

## Rezeption
Night Songs erreichte Platz 3 der US-Album-Charts, die Singles Nobody’s Fool (beide 1986) und Somebody Save Me (1987) konnten sich bis auf Platz 12, respektive Platz 66 der US-Singles-Charts durchsetzen. Die Band erhielt am 1. Oktober 1986 eine goldene Schallplatte für ihr Debütalbum, das am 9. Dezember 1986 auch mit Platin ausgezeichnet wurde. Bis zum 28. Mai 1991 erhielt Night Songs auch die Zweifach- und Dreifach-Platin-Auszeichnung.
Für Metal Hammer schrieb Reinhard Harms in einer zeitgenössischen Rezension, wenn er es nicht wüsste, würde jeder Experte beim Titelsong sagen, dass er AC/DC höre – der Gesang ähnele „dem Brian Johnsons bis in die kleinste Phrasierung und die ureigenste Frequenz so haargenau“, dass die „Verwechslung unumgänglich“ sei. „Melodieführung und Arrangement“ anderer Titel ließen jedoch „glaubwürdig erscheinen“, dass es die Band „nicht auf das bloße Kopieren abgesehen“ habe. Die Produktion sei gelungen und böte guten, kristallklaren Sound, aber immer noch genug Aggressivität.